# Psoralea papillosa
Psoralea papillosa là một loài thực vật có hoa trong họ Đậu. Loài này được auct. miêu tả khoa học đầu tiên.